# Dear Future Husband
"Dear Future Husband" là bài hát của nữ ca sĩ kiêm sáng tác nhạc người Mỹ Meghan Trainor, nằm trong album phòng thu Title (2015). Bài hát được xuất hiện lần đầu trong đĩa mở rộng Title (2014). Bài hát do Trainor và Kevin Kadish đồng sáng tác, được sản xuất bởi Kadish và được hãng Epic Records phát hành ngày 17 tháng 3 năm 2015 dưới dạng đĩa đơn thứ ba của Trainor. "Dear Future Husband" là một bài hát doo-wop, với ca từ kể về những phẩm chất mà Trainor muốn tìm ở bạn đời lý tưởng.
"Dear Future Husband" nhận được những phản hồi trái chiều từ các nhà phê bình. Đây là đĩa đơn thứ ba của Trainor đạt đến top 10 tại Nam Phi và Úc, khi lần lượt vươn đến vị trí thứ 4 và thứ 9. Đĩa đơn này đạt đến vị trí thứ 24 tại Hoa Kỳ, trở thành bài hát ăn khách đạt đến top 25 thứ ba của Trainor.
Video âm nhạc của bài hát được đạo diễn bởi Fatima Robinson, người từng đạo diễn video "All About That Bass" của Trainor. Video âm nhạc có nhiều cảnh Trainor đang tuyển lựa bạn đời của mình, với sự góp mặt của Charlie Puth. Video phát hành ngày 16 tháng 3 năm 2015 và đạt 2.2 triệu lượt xem trên YouTube trong chưa đến 2 ngày. Video được những đánh giá tích cực nhưng đồng thời nhận được một vài cáo buộc về phân biệt giới tính. Trainor trình bày trực tiếp "Dear Future Husband" tại 2nd iHeartRadio Music Awards và tại chuyến lưu diễn That Bass Tour (2015).

## Định dạng và danh sách bài hát
- Tải nhạc số[2]

3. "Dear Future Husband"  – 3:04

## Những người thực hiện
Đội ngũ tham gia sản xuất Title dựa trên phần bìa ghi chú.
Địa điểm
- Thu âm và kỹ sư tại The Carriage House, Nolensville, Tennessee
- Phối khí tại The Mastering Palace, Thành phố New York, New York

Người thực hiện
- Sáng tác – Meghan Elizabeth Trainor, Kevin Kadish
- Sản xuất – Kevin Kadish
- Thu âm – Kevin Kadish
- Phối khí – Kevin Kadish, Dave Kutch
- Nhạc khí – Kevin Kadish, David Baron, Jim Hoke

## Xếp hạng

### Biểu đồ tuần
| Biểu đồ (2015–16)                         | Vị trí cao nhất |
| ----------------------------------------- | --------------- |
| Úc (ARIA)                                 | 9               |
| Áo (Ö3 Austria Top 40)                    | 14              |
| Bỉ (Ultratip Flanders)                    | 11              |
| Bỉ (Ultratip Wallonia)                    | 16              |
| Canada (Canadian Hot 100)                 | 22              |
| Cộng hòa Séc (Rádio Top 100)              | 11              |
| Cộng hòa Séc (Singles Digitál Top 100)    | 19              |
| Đức (Official German Charts)              | 37              |
| Ireland (IRMA)                            | 26              |
| Mexico (Top 20 Inglés)                    | 17              |
| Hà Lan (Tipparade)                        | 5               |
| Hà Lan (Single Top 100)                   | 72              |
| New Zealand (Recorded Music NZ)           | 27              |
| Ba Lan (Polish Airplay New)               | 5               |
| Scotland (OCC)                            | 12              |
| Slovakia (Rádio Top 100)                  | 33              |
| Slovakia (Singles Digitál Top 100)        | 21              |
| Slovenia (SloTop50)                       | 17              |
| Nam Phi (EMA)                             | 3               |
| Tây Ban Nha (PROMUSICAE)                  | 15              |
| Thụy Điển (Sverigetopplistan)             | 58              |
| Thụy Sĩ (Schweizer Hitparade)             | 57              |
| Anh Quốc (OCC)                            | 20              |
| Hoa Kỳ Billboard Hot 100                  | 14              |
| Hoa Kỳ Adult Contemporary (Billboard)     | 19              |
| Hoa Kỳ Adult Pop Airplay (Billboard)      | 13              |
| Hoa Kỳ Dance/Mix Show Airplay (Billboard) | 39              |
| Hoa Kỳ Pop Airplay (Billboard)            | 16              |
| Venezuela (Record Report)                 | 94              |
| Venezuela (Top Pop General)               | 18              |
| Venezuela (Top Anglo)                     | 4               |

 
|

### Biểu đồ năm
| Biểu đồ (2015)            | Vị trí |
| ------------------------- | ------ |
| Úc (ARIA)                 | 39     |
| Áo (Ö3 Austria Top 40)    | 68     |
| Canada (Canadian Hot 100) | 96     |
| US Billboard Hot 100      | 74     |

|}

## Chứng nhận doanh số
| Quốc gia | Chứng nhận  | Số đơn vị/doanh số chứng nhận |
| --- | ----------- | ----------------------------- |
| Úc (ARIA) | 4× Platinum | 280.000‡                      |
| Canada (Music Canada) | Platinum    | 0^                            |
| New Zealand (RMNZ) | Gold        | 7.500*                        |
| Tây Ban Nha (PROMUSICAE) | Gold        | 20.000*                       |
| Thụy Điển (GLF) | Platinum    | 20.000‡                       |
| Anh Quốc (BPI) | Gold        | 400.000‡                      |
| Hoa Kỳ (RIAA) | 3× Platinum | 3.000.000‡                    |
| * Chứng nhận dựa theo doanh số tiêu thụ. ^ Chứng nhận dựa theo doanh số nhập hàng. ‡ Chứng nhận dựa theo doanh số tiêu thụ và phát trực tuyến. |             |                               |